# 大兴庄镇 (北京市)
大兴庄镇是中国北京市平谷区下辖的一个行政建制镇，位于平谷城区西侧，镇域处于洳河下游的冲积平原。
民国时期属河北省三河县。1952年后，三河县下属的李遂镇、杨镇、张镇划归北京市顺义区，马坊镇、大兴庄镇、峪口镇划归北京市平谷区。

## 行政区划
大兴庄镇下辖18个村委会：
北城子、吉卧、东石桥、西石桥、东柏店、西柏店、陈良屯、周村、唐庄子、鲁各庄、白各庄、大兴庄、管庄子、三福庄、良庄子、周庄子、北埝头、韩屯。